# Sant Pere de Juïgues
L'església de Sant Pere de Juïgues, de l'antic lloc de Juïgues, únic topònim alt-medieval d'aquestes comarques que indica un establiment de població jueva, es troba a l'entitat de població de Vilamarí, del municipi de Vilademuls, al costat del mas Sobirà, avui conegut per Can Güell, en una petita vall regada pel torrent de Règalo, afluent de la Farga.

## Història
L'alou de «Judaicas» fou adquirit al voltant de l'any 888 pel comte Delà per traslladar les 25 famílies jueves establertes en aquest lloc a la ciutat de Girona. Segurament s'intentava vitalitzar l'activitat artesana i comercial de la ciutat. Delà, que governava associat amb el seu germà Sunyer, actuava com a comte de Girona. Delà i la seva esposa Quíxol llegaren l'alou de Juïgues a llur filla Virgília qui l'any 941 en va fer donació a la seva germana Ranló que esdevindria abadessa del Monestir de Sant Joan de les Abadesses. L'any 957, Ranló va donar la possessió de «Judaicas» al monestir de Ripoll. L'any 983 hi hagué un judici pels drets sobre una part d'aquesta propietat entre l'abadia de Ripoll i els habitants de l'indret, 25 caps de casa encapçalats per Gistrimi, provinents del repoblament ordenat pel comte Delà, després del trasllat dels jueus a Girona. Probablement els monjos de Ripoll degueren fundar aquesta església. No se'n tenen notícies antigues; probablement fou sempre una capella de veïnat, sufragània de la parroquial de Vilamarí. La diada de l'aplec ha perdurat fins data recent. En la postguerra fou objecte d'obres de reparació però des dels anys seixanta quedà abandonada i utilitzada com a magatzem. Entre els anys 1998 i 2002, va ser restaurada per l'ajuntament de Vilademuls i el Centre Excursionista de Banyoles.

## Arquitectura
És de dimensions molt petites. Fa només 6,95 m de llargada. D'una sola nau i planta trapezoïdal sense absis o capçalera diferenciada. No ha conservat la coberta original i al seu lloc hi ha un teulat a dues vessants amb un ràfec de teules pintades en blanc i vermell, decoració que pot datar dels segles XVII O XVIII. Al mur lateral de tramuntana hi resta un tram de l'antiga cornisa que assenyala el nivell d'arrencada de l'antiga volta desapareguda. La porta d'accés, al centre de la façana de ponent, és un arc de mig punt de dovelles curtes, ben tallades i polides de pedra sorrenca. Aquesta façana és coronada per un campanar d'espadanya d'un arc i dues pilastres. Hi ha un bon aparell a tot el mur de llevant, gairebé a tot el mur de tramuntana i a l'extrem oriental del mur de migdia. També a l'altre extrem d'aquest mateix llenç i al de ponent en fragments molt curts. Aquest aparell és fet de carreus de pedra sorrenca i alguns de travertí, de mida mitjana i formes allargades. Ben escairats, polits i afilerats a trencajunt. El morter, però, és força visible als junts on, en alguns punts, hi ha peces de terrissa emprades com a reble, segurament d'origen antic. La major part de les façanes de migdia i ponent presenten un aparell tosc i descurat, de pedruscall sense treballar, desordenat i amb molt morter. Per tant, l'edifici conserva sectors importants dels murs perimetrals d'una construcció romànica, que es podria situar al segle xii.

## Mobiliari
Procedents de l'església de Sant Pere de Juïgues, al Museu d'Art de Girona es conserva una mesa d'altar (núm inv. 74) rectangular, de 8 X 116 X 71 cm, de pedra calcària i datada als segles X-XI. També s'hi troben dues lipsanoteques, sense exposar ni inventariar. són peces d'esglésies consagrades en el primers temps del romànic i que cal emmarcar també dins els segles x i xi.